# یلوه‌های نواردار
یلوه‌های نواردار (نام علمی: Hypotaenidia) یک سرده از پرندگان خانواده یلوگان است. در بیشتر گونه‌های این سرده نواری پیرامون چشمها دیده می‌شود. همچنین در بیشتر گونه‌های این سرده، نوارهای عرضی در زیرتنه دیده می‌شود. این سرده توسط IOC و IUCN جدا در نظر گرفته می‌شود، درحالی‌که فهرست پرندگان جهان / ایبرد این گونه را بخشی از یلوه‌مرغ‌ها می‌داند.